# Yann Le Cun
Yann Le Cun [ləkœ̃], né le 8 juillet 1960 à Soisy-sous-Montmorency, est le directeur scientifique de l'IA de Meta, et chercheur en intelligence artificielle et vision artificielle (robotique) franco-américain.
Il est considéré comme l'un des inventeurs de l'apprentissage profond. Il reçoit le prix Turing 2018, le 27 mars 2019, partagé avec Yoshua Bengio et Geoffrey Hinton.

## Biographie

### Jeunesse et études
Yann Le Cun est diplômé de l'ESIEE Paris en 1983, il part ensuite à l'université Pierre-et-Marie-Curie effectuer un DEA puis un doctorat qu'il obtient en 1987,. Il s'oriente rapidement vers la recherche sur l'apprentissage automatique et il propose pendant sa thèse une variante de l'algorithme de rétropropagation du gradient, qui permet depuis le début des années 1980 l'apprentissage des réseaux de neurones. Il réalise son post-doctorat au sein de l'équipe de Geoffrey Hinton.

### Parcours professionnel
Yann Le Cun travaille depuis les années 1980 sur l’apprentissage automatique (machine learning) et l’apprentissage profond (deep learning) : la capacité d’un ordinateur à reconnaître des représentations (images, textes, vidéos, sons) à force de les lui montrer, de très nombreuses fois.
En 1987, Yann Le Cun rejoint l'Université de Toronto et en 1988 les laboratoires AT&T, pour lesquels il développe des méthodes d'apprentissage supervisé.
Yann Le Cun s'intéresse ensuite à la conception des algorithmes de compression du format d'archivage DjVu puis la reconnaissance automatique de chèques bancaires.
Yann Le Cun est professeur à l'université de New York où il a créé le Center for Data Sciences,. Il travaille notamment au développement technologique des voitures autonomes.
Le 9 décembre 2013, Yann Le Cun est invité par Mark Zuckerberg à rejoindre Facebook pour créer et diriger le laboratoire d'intelligence artificielle FAIR (« Facebook Artificial Intelligence Research ») à New York, Menlo Park et depuis 2015 à Paris, notamment pour travailler sur la reconnaissance d'images et de vidéos,. Il avait précédemment refusé une proposition similaire de la part de Google.
En 2016, Yann Le Cun est le titulaire pour l'année de la chaire « Informatique et sciences numériques » du Collège de France.
En janvier 2018, Yann Le Cun quitte son poste de chef de division en recherche sur l'intelligence artificielle chez Facebook, au profit de Jérôme Pesenti, pour occuper un poste de chercheur en tant que scientifique en chef de l'IA toujours chez Facebook.
En avril 2021, il est élu à l'Académie nationale des sciences des États-Unis.

## Travaux
Yann Le Cun a publié plus de 130 documents et articles, qui portaient sur la vision artificielle, les réseaux de neurones artificiels et la reconnaissance d'images (domaine dans lequel il est considéré comme un des pionniers). Il dit avoir notamment été inspiré par Jean Piaget et la théorie du constructivisme. Son rôle dans la popularisation de l'apprentissage profond ne lui est pas contesté, mais il lui est reproché par quelques auteurs d'avoir soit ignoré, soit passé sous silence dans ses publications les travaux de quelques-uns de ses prédécesseurs.
Dans les années 1990, il a contribué à développer les réseaux neuronaux convolutifs pour la reconnaissance d'image, technologie mise en application rapidement par le Crédit mutuel de Bretagne pour la lecture optique de chèques.
En 2015, il estime que pour développer l'intelligence artificielle, il faut mieux comprendre l'apprentissage profond, pour l'intégrer aux systèmes de raisonnement et de planification. Il faut aussi unifier l'apprentissage supervisé et non supervisé, à travers une règle unique d'apprentissage, inspirée du fonctionnement du cerveau où on ne distingue pas apprentissage Modèle:“ ou Modèle:“ et où les réseaux de neurones naturels adaptent leurs connexions via des mécanismes relativement universels ; dans un débat avec Gary Marcus (université de New York), publié par IEEE Spectrum, LeCun a déclaré : « ce qui manque, c'est un principe qui permettrait à nos machines d'apprendre comment fonctionne le monde par observation et interaction (...) », ajoutant qu'il espère qu'on pourra développer un principe unique d'apprentissage — ou un petit ensemble de principes — qui fonctionnerait sans avoir besoin d'une structure cognitive préprogrammée. Il faut aussi trouver une méthode plus efficace d'apprentissage non supervisé ; l'intelligence artificielle n'est cependant, pour lui, pas vraiment comparable à un cerveau humain, car leurs caractéristiques diffèrent fondamentalement.
Depuis 2019, il consacre l'essentiel de sa recherche à l'apprentissage auto-supervisé. Depuis 2022, il développe le concept d'IA orientée objectifs en open source utilisant le modèle de prédiction I-JEPA qu'il a présenté en 2022 (JEPA signifie Joint Embedding Predictive Architecture, concept qu'il a développé au sein de Meta, visant à améliorer la compréhension, multilingue, du monde et de ses valeurs, par des machines rendues capables d'observer directement le monde, un peu comme le font les jeunes enfants. L'intelligence artificielle construit dans ce cas des représentations internes, abstraites, des éléments essentiels des scènes qu'elle « observe », pour simuler et prédire des événements futurs, sans se soucier de détails tels que la couleur, la forme ou la position des objets s'ils apparaissent secondaires ou superficiels. Cette approche implique la construction au sein de l'intelligence artificielle d'un modèle interne décrivant le fonctionnement du monde. Ce modèle lui permettant ensuite d'apprendre, planifier et accomplir des tâches complexes plus rapidement et de s'adapter plus facilement à des changements de contextes voire à des situations inconnues. Cette approche pourrait modifier certaines applications de l'intelligence artificielle, par exemple pour la conduite autonome.
Chez Facebook, il travaille sur un assistant personnel intelligent pouvant lire, traduire, effectuer des réservations… de manière autonome.
Il a souvent réfuté les discours qu'il juge alarmistes quant à une IA superintelligente menaçant l'humanité, qu'il juge fantaisistes ou relevant de la science-fiction. En particulier, il a ouvertement critiqué Sam Altman (OpenAI), Demis Hassabis (Google DeepMind), et Dario Amodei) (Anthropic), qui selon lui entretiennent volontairement un climat de peur dans l'opinion publique à propos de scénarii-catastrophes liés à l'IA. Selon lui, les systèmes actuels sont loin d'égaler l'intelligence humaine ou même animale, et il insiste sur le fait que l'IA est un outil, non une entité autonome dotée de volonté. 
Il milite néanmoins pour l'existence, à l'instar de Linux, d'une infrastructure ouverte d'intelligence artificielle ; laquelle pourrait être promue par les gouvernements qui assureraient la fiabilité des produits dérivés. Il est opposé à toute régulation de l'intelligence artificielle qu'il qualifie d'anachronisme pour éviter leur concentration entre les mains de quelques grandes entreprises. En 2024, il continue à plaider pour que les modèles fondamentaux soient open source, pour qu'une coopération internationale débouche sur des modèles universels comprenant toutes les langues et cultures de la Terre ; et devant le Conseil de sécurité de l'ONU en décembre 2024, où a défendu le principe d'une gouvernance inclusive et transparente de l'IA. Il y a affirmé que pour de nombreux gouvernements, il est inacceptable que le « régime numérique » de leurs citoyens soit contrôlé par une poignée d'entreprises, mais a aussi critiqué les tentatives de régulation trop centralisées ou alarmistes, affirmant que les discours catastrophistes sur l'IA superintelligente sont infondés et risquent de freiner l'innovation au profit de quelques grandes entreprises ou États. Il a souligné que - selon lui - les systèmes actuels d'IA n'ont ni conscience ni compréhension du monde.

## Vie privée
Yann Le Cun est le fils d'un ingénieur aéronautique. Il a trois fils, et un frère employé chez Google. Il a acquis la nationalité américaine.

## Prises de position

### Sur l'encadrement de la recherche en IA
Le 22 mars 2023, le Future of Life Institute publie une lettre ouverte signée par plus d'un millier d'experts,, appelant les principaux développeurs d'IA à s'entendre sur une pause de six mois concernant l'entraînement de tout système « plus puissant que GPT-4 » et à utiliser ce temps pour développer des protocoles de sécurité.
Yann Le Cun réagit dans un entretien donné à France Inter le 12 avril 2023. Interrogé sur sa comparaison des signataires de la lettre à l'Église catholique du XVᵉ siècle, il répond en comparant les progrès actuels de la recherche en IA à l'invention de l'imprimerie qui, comme celle-ci, pourraient apporter une « nouvelle renaissance, une nouvelle phase de développement humain ». D'après lui les sociétés prennent « un énorme risque à limiter l'utilisation de ces technologies » qui pourrait les mener au déclin, et devraient plutôt accélérer la recherche en IA,.

« Maintenant, est-ce qu'il faut aussi limiter la recherche et le développement ? C'est là que je suis en désaccord avec les signataires de cette lettre, de ce moratoire de six mois. D'abord, parce que je pense que c'est une très mauvaise idée, une espèce de nouvel obscurantisme. En fait, il faut plutôt accélérer les recherches scientifiques, si on veut pouvoir construire des systèmes d'IA bénéfiques pour l'Humanité en général. »

— Yann Le Cun

### Sur les risques et dangers liés aux IA
Le 14 juin 2023, le journal Les Échos retranscrit un débat entre Yann Le Cun et le chercheur Yoshua Bengio, spécialiste en intelligence artificielle et fondateur de Mila.
Concernant les risques affectant les démocraties, dont le danger de manipulation de l'opinion par des IA qui inquiète Yoshua Bengio, Yann Le Cun affirme que « les tentatives de corrompre les processus démocratiques, d'influencer l'opinion ou de faire de la désinformation ne sont pas des problèmes nouveaux ». Selon lui, les intelligences artificielles n'amplifieraient pas ces problèmes, mais en seraient des solutions.

« Des systèmes de protection ont été mis en place depuis les tentatives de dévoiement de l'élection présidentielle américaine par les Russes en 2016. Aujourd'hui, il y a des équipes de chercheurs qui travaillent sur ces dispositifs, en particulier chez Meta, Google ou YouTube, pour limiter la création de faux comptes et la diffusion de désinformations ou de messages haineux. On dispose de contre-mesures, qui précisément sont basées sur l'IA. »

— Yann Le Cun
Plus tard, dans une interview donnée au magazine Wired le 22 décembre 2023, Yann Le Cun affirme que les intelligences artificielles apporteront de nombreux bénéfices dans le monde, mais que certaines personnes s'emploient à exploiter la peur du public envers ces technologies.
« Some people are seeking attention, other people are naive about what's really going on today. They don't realize that AI actually mitigates dangers like hate speech, misinformation, propagandist attempts to corrupt the electoral system. At Meta we’ve had enormous progress using AI for things like that. Five years ago, of all the hate speech that Facebook removed from the platform, about 20 to 25 percent was taken down preemptively by AI systems before anybody saw it. Last year, it was 95 percent. »
— Yann Le Cun, How Not to Be Stupid About AI, With Yann LeCun

« Certains cherchent à attirer l'attention, d'autres sont naïfs sur ce qui se passe réellement aujourd'hui. Ils ne réalisent pas que l'IA atténue les dangers tels que les discours haineux, la désinformation, les tentatives des propagandistes de corrompre le système électoral. Chez Meta, nous avons fait d'énormes progrès en utilisant l'IA pour ce genre de choses. Il y a cinq ans, sur l'ensemble des discours haineux que Facebook supprimait de sa plateforme, environ 20 à 25 % étaient supprimés de manière préventive par des systèmes d'IA avant que quiconque ne les voie. L'année dernière, ce pourcentage était de 95 %. »
— How Not to Be Stupid About AI, With Yann LeCun

## Distinctions

### Prix et récompenses
- 2014 : Neural Networks Pioneer Award de l'IEEE[31]
- 2016 : Lovie Awards dans la catégorie Special Achievement de l'International Academy of Digital Arts and Sciences (en)[32]
- 2016 : New Jersey Inventors Hall of Fame[33]
- 2018 : prix Turing[34]
- 2018 : prix Harold-Pender de l'université de Pennsylvanie[35]
- 2019 : Golden Plate de l'American Academy of Achievement, dans la catégorie Science[36]
- 2020 :  Chevalier de la Légion d'honneur
- 2022 : prix Princesse des Asturies de la recherche scientifique et technique[37]

### Honneurs
- 2014 : membre de l'Académie nationale d'ingénierie des États-Unis
- 2020 : fellow de l'Association for the Advancement of Artificial Intelligence (AAAI)
- 2021 : membre de l'Académie nationale des sciences des États-Unis[38]
- 2021 : membre associé étranger de l'Académie des sciences (France)[39]
- 2023 : Chevalier de la Légion d'honneur
- 2025 : l'astéroïde (20082) Yannlecun est nommé en son honneur[40].

Il a obtenu plusieurs doctorats honoris causa :
- Institut polytechnique national ( Mexique, 24 octobre 2016)[41]
- École polytechnique fédérale de Lausanne ( Suisse, 6 octobre 2018)[42]
- Université Côte-d'Azur (France, 16 avril 2022)[43]

## Livres
- La Plus Belle Histoire de l'intelligence avec Stanislas Dehaene et Jacques Girardon (2018)  (ISBN 978-2221221105).
- Quand la machine apprend, La révolution des neurones artificiels et de l'apprentissage profond (2019)  (ISBN 978-2738149312).